# Canalul (film din 1957)
Canalul (titlul original: în poloneză Kanał) este un film artistic polonez de război din 1957 regizat de Andrzej Wajda. Rolurile principale au fost interpretate de actorii Tadeusz Janczar și Teresa Izewska.

## Rezumat
Acțiunea filmului se desfășoară la Varșovia în septembrie 1944 și descrie ultimele zile ale revoltei din timpul ocupației naziste.  De la început, personajele principale sunt prezentate de un narator, astfel filmul obținând o autenticitate documentară.
Personajele principale sunt ultimii soldați ai unei companii a Armatei Teritoriale din Polonia. Comandantul companiei, Zadra, dorește să-și conducă acești ultimii supraviețuitori la loc sigur din afara luptei cu ocupanții germani. Doar câțiva sunt soldați adevărați, în companie fiind și două fete tinere, care luptă cu ei cot la cot, ca niște băieți. 
Situația devine din ce în ce mai lipsită de speranță, pe măsură ce germanii atacă din nou. Zadra primește ordinul de a se retrage împreună cu oamenii săi în centrul orașului. Singura cale acolo, duce prin sistemul de canalizare din Varșovia. Astfel, grupul eterogen de oameni ajunge în sistemul de canalizare întunecat,  umed și rău mirositor. Aici filmul dezvoltă povești individuale despre personajele principale. 
Astfel este rănitul Korab de 23 de ani, care s-a îndrăgostit de contrabandista numită ”Părăluța”, cea care cunoaște sistemul canalului prin turneele sale de contrabandă cu de-ale gurii sau diverse obiecte. În grup 
mai este și Halinka, fata care petrece o noapte de dragoste cu soldatul Mądry înainte de a părăsi canalul și își dă seama doar în canal că iubitul ei este căsătorit și vrea să supraviețuiască doar pentru familia sa.  Ea se sinucide, văzându-se într-o situație fără speranță. Mai este contabilul Kula, care îi raportează superiorului Zadra că grupul este încă unit și îi urmează, deși acesta este în realitate deja despărțit și împrăștiat prin tot canalul. 
Kula îl urmează pe Zadra, ajungînd în cele din urmă la o ieșire din canal aflată în siguranță. Zadra care își dă seama că acesta l-a mințit și doar el l-a urmat, îl împușcă pe Kula și se întoarce din nou în canal după ceilalți.  Mądry află singur o altă ieșire, dar acolo este deja așteptat de soldații germani. Korab și ”Părăluța”, ajung la o ieșire din canal pe Vistula și în sfârșt văd din nou soarele, dar ieșirea este blocată de un grilaj betonat. Filmul se termină fără un sfârșit fericit, la fel cum nu a existat un sfârșit fericit nici la revolta din Varșovia.

## Distribuție
- Tadeusz Janczar - Jacek Korab
- Teresa Iżewska - mesagera „Părăluța”
- Wieńczysław Gliński - locotenentul Zadra
- Tadeusz Gwiazdowski - sergentul Kula
- Stanisław Mikulski - Smukły
- Emil Karewicz - Mądry
- Władysław Sheybal - Michał, compozitorul
- Teresa Berezowska - Halinka
- Maciej Maciejewski - locotenentul Gustaw
- Jan Englert - mesagerul „Zefir”
- Adam Pawlikowski - germanul de la ieșirea din tunel
- Janina Jabłonowska
- Maria Kretz
- Kazimierz Kutz

## Premii
- 1957 La Festivalul de la Cannes din anul 1957, filmul a primit Premiul special al juriului

## Aprecieri
„ Film atroce care extrage din cruzime și absurd o fantastică sete de viață, ca în forfota oamenilor ce par șobolani. Vizual, drama opune lumea exterioară, a războiului, violentă și tangibilă în explozii, panică și moarte, celei subterane, tăcută, fantastică, onirică. Filmul l-a impus ca regizor de faimă internațională pe Wajda. ”—T. Caranfil , Dicționar universal de filme 

## Lansare
Filmul Canalul a avut premiera în Polonia pe data de 20 aprilie 1957.
În România, cu ocazia celei de-a 13-a aniversări a eliberării R.P.Polone, a avut loc la Casa oamenilor de știință din Capitală, sâmbtă seara 22 iulie 1957, un spectacol de gală cu filmul Canalul, care s-a bucurat de un frumos succes.
Premiera în sălile de cinematograf a avut loc la data de 26 august 1957 la cinematografele „Patria”, „Central” și „Unirea” (sală și grădină) din capitală, dar de data aceasta cu titlul Ei iubeau viața.